# Graptophyllum reticulatum
Graptophyllum reticulatum är en akantusväxtart som beskrevs av Anthony R. Bean och P.R. Sharpe. Graptophyllum reticulatum ingår i släktet Graptophyllum och familjen akantusväxter. Inga underarter finns listade i Catalogue of Life.